# روز مردگان ۲: عفونت
روز مردگان ۲: عفونت (انگلیسی: Day of the Dead 2: Contagium) فیلمی در ژانر ترسناک است که در سال ۲۰۰۵ منتشر شد.
داستان فیلم
سریال روز مردگان راجع به 6 غریبه است که هر کدام به کاری مشغول هستند، در یک روز معمولی ناگهان همه مردگان زنده می‌شوند و این شش نفر مجبور می‌شوند برای زنده ماندن در مقابل تهاجم مردگان، تلاش کنند. مجموعه روز مردگان یک سریال اکشن، ترسناک، علمی تخیلی، هیجان‌انگیز و درام است. | ناشر = |تاریخ = |تاریخ بازبینی= }}</ref>